# Романчук Андрій Валерійович
Андрі́й Вале́рійович Романчу́к — старший солдат Збройних сил України, учасник російсько-української війни, місце дислокації частини в мирний час — Житомирська область.

## Нагороди
26 липня 2014 року — за особисту мужність і героїзм, виявлені у захисті державного суверенітету та територіальної цілісності України, вірність військовій присязі під час російсько-української війни, відзначений — нагороджений орденом «За мужність» III ступеня.